# La Légende vraie de la tour Eiffel

La Légende vraie de la Tour Eiffel est une docufiction télévisuel réalisé par Simon Brook, diffusé en 2005.

## Synopsis
En 1884, Gustave Eiffel et ses ingénieurs veulent construire une tour de 300 m de haut. Un défi technique réalisé à l'occasion de l'Exposition universelle de Paris en 1889. L'édification de la Dame de fer est assurée par 200 ouvriers qui bravent les intempéries. Barbier, petit reporter au Petit Journal, suit pas à pas cette aventure.

## Fiche technique
- Titre original et français : La Légende vraie de la Tour Eiffel
- Titre anglais : The True Legend of the Eiffel Tower (titre DVD)
- Réalisation : Simon Brook
- Scénario : Simon Brook et Pascal Lainé, d'après le roman Le Mystère de la Tour Eiffel de Pascal Lainé
- Production : Jean-Pierre Dusséaux
- Musique : Laurent Petitgirard
- Photographie : Vincent Jeannot
- Montage : Marie-Sophie Dubus
- Costumes : Eric Perron
- Chorégraphie : Corinne Devaux
- Genre : Docu fiction
- Durée : 105 minutes
- Pays :  France
- Budget : 2 millions €
- Format : Couleurs - 1,78:1 - Dolby SR
- Dates de diffusion :  France : 18 décembre 2005 sur Canal+, le 2 janvier 2007 sur France 3.

## Distribution
- Jacques Frantz : Gustave Eiffel
- Nicolas Vaude : Édouard Barbier
- Bruno Esposito : Valentin Duval
- Annelise Hesme : Claire Eiffel
- Xavier Berlioz : Maurice Koechlin
- Nicky Marbot : Maximilien Duval
- Alexandre Zloto : Léon Duval
- Emmanuel Avena : Ribot
- Jean-Pierre Becker : Jean Compagnon
- Cyril Lecomte : Émile Nouguier
- Julie Marboeuf : Catherine Duval
- Hervé Petit : Contremaître
- Marc Samuel : le ministre Edouard Lockroy
- Denis Sylvain : Stephen Sauvestre
- Eric Viellard : Capitaine Gustave Ferrié
- Vincent Lecoeur :  Adolphe Salles
- Virginie Lanoué : Jeanne
- Wilfred Benaïche : Propriétaire du journal
- Coralie : Leslie Bevillard

## Lieux de tournage
Le téléfilm fut réalisé à Paris et en Région parisienne, notamment à la Tour Eiffel, à l'Hôtel de Ville de Paris, à Guiry-en-Vexin, Wy-dit-Joli-Village, Magny-en-Vexin, à Pontoise, à l'Aérodrome de La Ferté-Alais ainsi qu'au château de Saint-Germain-les-Corbeil.